# Awadhani
Awadhani – wieś w Indiach położona w stanie Maharasztra, w dystrykcie Thane, w tehsilu Dahanu.
Według spisu ludności Indii z 2011 roku, w Awadhani znajdują się 342 gospodarstwa domowe, które zamieszkuje 2137 osób.